# Andrei Ogorodnikow
Andrei Gennadjewitsch Ogorodnikow (russisch Андрей Геннадьевич Огородников; * 29. August 1982 in Ust-Kamenogorsk, Kasachische SSR, Sowjetunion) ist ein kasachischer Eishockeyspieler, der seit 2017 erneut beim HK Almaty in der kasachischen Meisterschaft unter Vertrag steht.

## Karriere
Ogorodnikow spielte von den Junioren an bis 2005 beim kasachischen Spitzenklub Kaszink-Torpedo Ust-Kamenogorsk. Im Jahr 1999 schaffte er den Sprung in die zweite Seniorenmannschaft des Teams, die in der drittklassigen Perwaja Liga spielte. Zwei Jahre später debütierte er in der ersten Mannschaft. Mit dieser gewann er zwischen 2002 und 2005 viermal den Titel des Kasachischen Meisters. Nach einem kurzen Intermezzo bei SKA Sankt Petersburg in der russischen Superliga zu Beginn der Saison 2005/06 kehrte er alsbald in seine Geburtsstadt zu Kaszink-Torpedo zurück. Bis 2008 folgten ein weiterer Meistertitel sowie ein Pokalsieg.
Im Herbst 2008 wagte Ogorodnikow erneut den Sprung zu einem ausländischen Klub. Die Saison 2008/09 verbrachte er bei Jermak Angarsk, ehe der Kasache von 2009 bis 2011 erneut für seinen Stammverein Kaszink-Torpedo in Öskemen spielte. Zur Saison 2011/12 wechselte er zum HK Ertis Pawlodar aus der kasachischen Meisterschaft. Dort blieb er aber nur ein Jahr und kehrte dann für zwei weitere Jahre zu Kaszink-Torpedo zurück. Anschließend spielte er in schnellem Wechsel für den HK Arlan Kökschetau, den HK Almaty und den HK Beibarys Atyrau. Seit 2017 steht er wieder beim HK Almaty unter Vertrag.

### International
Ogorodnikow spielte bei den U18-Junioren-Europameisterschaften der Division I in den Jahren 1999 und 2000. Des Weiteren spielte er bei der U20-Junioren-Weltmeisterschaft 2001 und U20-Junioren-Weltmeisterschaft der Division I 2002, als er Torschützenkönig des Turniers wurde. Im Seniorenbereich kam er bei den Weltmeisterschaften der Top-Division 2005 und 2006 sowie den Weltmeisterschaften der Division I 2007 und 2008 zu Einsätzen. Außerdem gehörte er zum Aufgebot Kasachstans bei der Olympiaqualifikation für die Winterspiele 2006 und den Winterspielen in Turin 2006 selbst, nahm im Jahr 2009 an den Qualifikationsturnieren für die Olympischen Winterspiele in Vancouver 2010 teil und war Teil des Kaders bei den Winter-Asienspielen 2007, wo er mit den Kasachen die Silbermedaille gewann.

## Erfolge und Auszeichnungen
| - 2002 Kasachischer Meister mit Kaszink-Torpedo Ust-Kamenogorsk - 2003 Kasachischer Meister mit Kaszink-Torpedo Ust-Kamenogorsk - 2004 Kasachischer Meister mit Kaszink-Torpedo Ust-Kamenogorsk | - 2005 Kasachischer Meister mit Kaszink-Torpedo Ust-Kamenogorsk - 2007 Kasachischer Meister mit Kaszink-Torpedo Ust-Kamenogorsk - 2007 Kasachischer Pokalsieger mit Kaszink-Torpedo Ust-Kamenogorsk |

### International
- 2002 Bester Torschütze der U20-Junioren-Weltmeisterschaft der Division I
- 2007 Silbermedaille bei den Winter-Asienspielen